# Південногвінейська височина

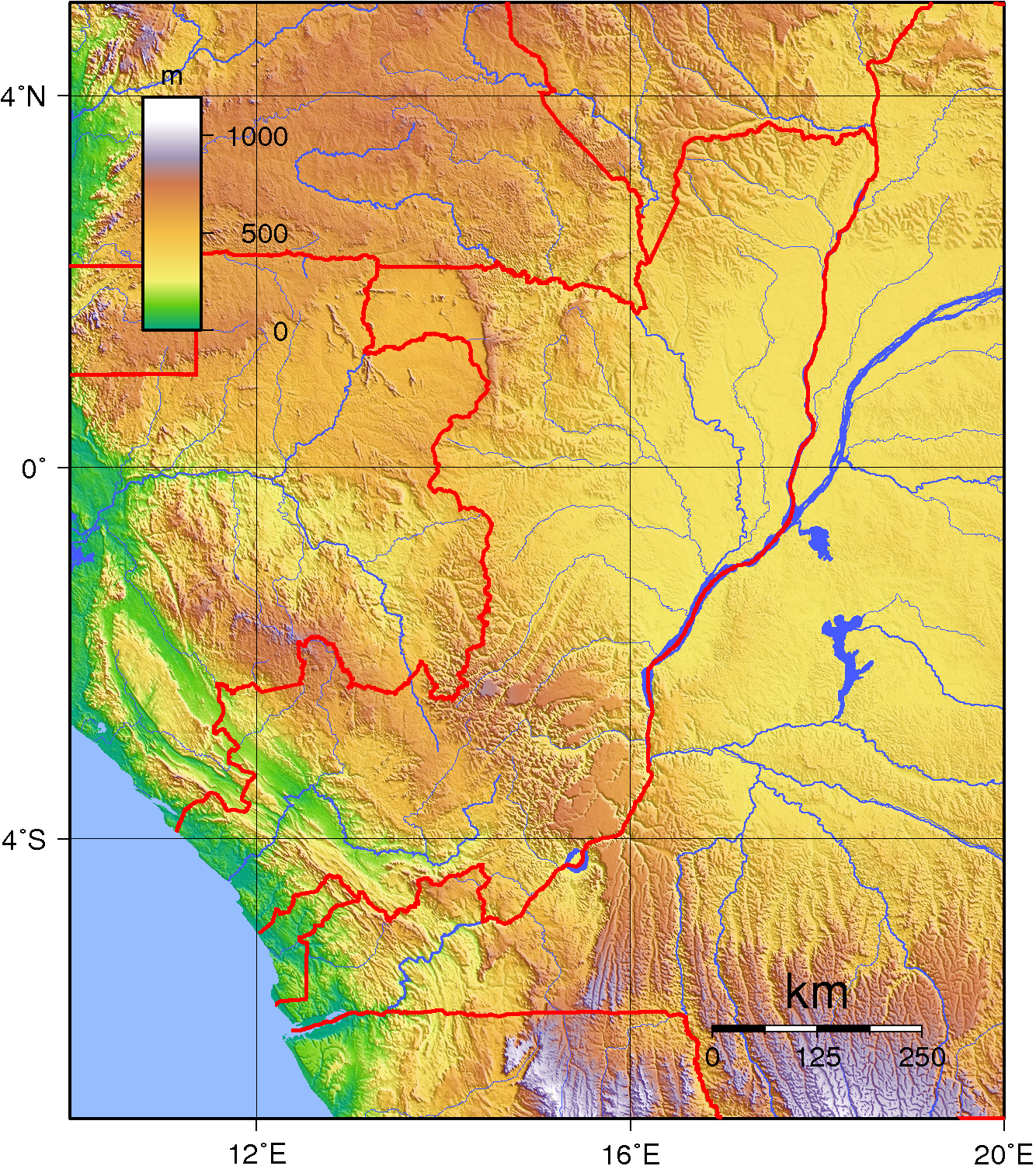
Нижньогвінейська височина

Південногвінейська височина  -  височина   у   Екваторіяльній Африці,  що   знаходиться   між   Атлантичним океаном  та   западиною Конго.  Інша  назва  -  Нижньогвінейська  височина,   що   стосується   географічного   регіону   Нижня Гвінея   великої   області  Африки,   що   омивається   водами   Гвінейської затоки.

Є   виступом  докембрійського   фундаменту   Африканської платформи.   Висота   від  700 м   до    1500 - 2000 м.   Найвищі  гірські  піки  -  Ібунджі  (1500 м, Габон),  Дана  (1000 м, Габон).   До   її   складу   входять   Камерунські гори,  Кришталеві гори,   гори Шаю  та  інші   гірські   масиви,   які   тягнуться   з   півночі   Камеруну   через   території   Екваторіяльної Гвінеї,  Габону,   Західного Конго,  заходу   Східного Конго,  північного  заходу   Анголи  до  ріки  Кванза.   Ріка Конго,   розрізаючи  Південногвінейську  височину,   утворює   водоспади Лівінгстона.
Вкрита   вологими   вічнозеленими   лісами,   парковими  саваннами.   Багатий   тваринний  світ.   З   неї   беруть  початок   зокрема,   такі  ріки  як   Огове,  Санага,  Санга  та  інші.